# Malte Laurids Brigges anteckningar
Malte Laurids Brigges anteckningar (tysk originaltitel: Die Aufzeichnungen des Malte Laurids Brigge) är en roman i expressionistisk stil av Rainer Maria Rilke, utkommen 1910. 
Malte Laurids Brigges anteckningar är ett av Rilkes mest kända prosaverk och hans enda roman. Handlingen är delvis självbiografisk, och den huvudsakliga delen av romanen skrevs i Paris. Romanen ska ha inspirerat bland andra Jean-Paul Sartre och ingår i den franska tidningen Le Mondes lista över århundradets 100 böcker.